# Lissy Gröner
Lissy Gröner (n. 31 mai 1954, Langenfeld, Bavaria, Germania – d. 9 septembrie 2019, Neustadt an der Aisch, Bavaria, Germania) a fost un om politic german, membră a Parlamentului European în perioada 1999-2004 din partea Germaniei.
1. ↑  Deputații în Parlamentul European